# Сан-Наццаро-Валь-Каварнья
Сан-Наццаро-Валь-Каварнья (італ. San Nazzaro Val Cavargna) — муніципалітет в Італії, у регіоні Ломбардія, провінція Комо.
Сан-Наццаро-Валь-Каварнья розташований на відстані близько 540 км на північний захід від Рима, 70 км на північ від Мілана, 30 км на північ від Комо.
Населення — 328 осіб (2014).
Щорічний фестиваль відбувається 28 липня. Покровитель — Nazario.

## Демографія
Населення за роками:

Станом на 1 січня 2023 року в муніципалітеті офіційно проживали 3 іноземці (громадяни України).

## Сусідні муніципалітети
- Карлаццо
- Каварнья
- Гарцено
- Джермазіно
- Сан-Бартоломео-Валь-Каварнья
- Сант'Антоніо
- Валь-Реццо